# Turkish Dance, Ella Lola
Turkish Dance, Ella Lola ist ein Kurzfilm aus dem Jahr 1898. Der Film wurde im Oktober 1898 von der Edison Manufacturing Company veröffentlicht. Die Tänzerin Ella Lola präsentiert eine türkische Version des Tanzes danse Du Ventre. Allerdings war dem Film kein kommerzieller Erfolg beschieden und so wurde dieser Film der letzte Tanzfilm der Edison Manufacturing Company.